# Rascal Flatts
Rascal Flatts – amerykański zespół country/pop/folk, składającym się z trzech muzyków: głównego wokalisty Gary'ego LeVox, basisty Jaya DeMarcus i gitarzysty Joego Don Rooneya. LeVox i DeMarcus są kuzynami.

## Historia grupy

### Rascal Flatts
Po podpisaniu kontraktu płytowego z Lyrics Street Records trio wydało swój debiutancki tytułowy krążek w 2000 roku. Zespół do tej pory wydał już 4 płyty długogrające, które sprzedały się w Stanach Zjednoczonych w liczbie blisko 12 milionów egzemplarzy.

### Melt
W październiku 2002 roku ukazał się drugi album grupy zatytułowany 'Melt'. Krążek dotarł do 5 miejsca na liście Billboard Hot 100 i pierwszego na amerykańskiej liście albumów country. W sumie sprzedał się w ponad dwumilionowym nakładzie. Krążek promowały w sumie cztery single, z których dwa ('These Days' i 'Mayberry') dotarły do pierwszego miejsca listy utworów country.

### Feels Like Today
Niespełna dwa lata później ukazało się trzecie LP grupy 'Feels Like Today'. Krążek zadebiutował na pierwszym miejscu listy albumów Billboard 200. Wydawnictwo promowane było przez pięć singlowych kompozycji, z których dwie znalazły się na szczycie listy country. W grudniu 2005 roku grupa była nominowana do nagrody Grammy za utwór 'Bless the Broken Road' w trzech kategoriach: Song of the Year, Best Country Performance by a Duo or Group with Vocal, i Best Country Song. Wygrali w ostatniej z kategorii, czyli Best Country Song.

### Me And My Gang
Czwarty album Rascal Flatts 'Me And My Gang' ukazał się w kwietniu tego roku. Pierwszym singlem zwiastującym krążek była kompozycja 'What Hurts The Most', cover utworu Marka Willsa (wykonywany m.in. także przez byłego członka S Club 7 – Jo O'Meara). We wrześniu utwór został wydany także w Wielkiej Brytanii jako debiutancki singel grupy w tym kraju. Płyta 'Me And My Gang' już w pierwszym tygodniu sprzedała się w nakładzie 722 tysięcy kopii i tym samym debiutowała na szczycie zestawienia albumów w USA. Z albumu pochodzą jeszcze trzy inne single: tytułowy 'Me And My Gang', 'My Wish' oraz 'Stand'.

### Still Feels Good
25 września 2007 ukazał się piąty studyjny krążek grupy zatytułowany 'Still Feels Good'. Płyta zadebiutowała na pierwszym miejscu listy Billboard 200 Albums sprzedając się w pierwszym w tygodniu w nakładzie 547 tysięcy egzemplarzy co jest najlepszym wynikiem sprzedaży albumu country w pierwszym tygodniu od czasu ubiegłorocznego 'Me & My Gang' zespołu! Nowy album promuje singel 'Take Me There', który dotarł do 1 miejsca listy Country w USA.

## Dyskografia

### Albums
| Rok  | Album            | Pozycja na listach | Pozycja na listach |
| Rok  | Album            | Billboard 200      | US Country         |
| ---- | ---------------- | ------------------ | ------------------ |
| 2000 | Rascal Flatts    | 43                 | 3                  |
| 2002 | Melt             | 5                  | 1                  |
| 2004 | Feels Like Today | 1                  | 1                  |
| 2006 | Me and My Gang   | 1                  | 1                  |
| 2007 | Still Feels Good | 1                  | 1                  |
| 2009 | Unstoppable      | 1                  | 1                  |

### Single
| Rok  | Utwór                       | Pozycja na listach | Pozycja na listach | Pozycja na listach | Pozycja na listach | Pozycja na listach | Pozycja na listach | Album                    |
| Rok  | Utwór                       | USA Hot 100        | USA Country        | USA Pop 100        | CAN Hot 100        | CAN Country        | UK                 | Album                    |
| ---- | --------------------------- | ------------------ | ------------------ | ------------------ | ------------------ | ------------------ | ------------------ | ------------------------ |
| 2000 | "Prayin' for Daylight"      | 38                 | 3                  | —                  | —                  | 4                  | —                  | Rascal Flatts            |
| 2000 | "Long Slow Beautiful Dance" | —                  | 73                 | —                  | —                  | —                  | —                  | Rascal Flatts            |
| 2000 | "This Everyday Love"        | 56                 | 9                  | —                  | —                  | —                  | —                  | Rascal Flatts            |
| 2001 | "While You Loved Me"        | 60                 | 7                  | —                  | —                  | —                  | —                  | Rascal Flatts            |
| 2001 | "I'm Movin' On"             | 41                 | 4                  | —                  | —                  | —                  | —                  | Rascal Flatts            |
| 2002 | "These Days"                | 23                 | 1                  | —                  | —                  | —                  | —                  | Melt                     |
| 2003 | "Love You Out Loud"         | 30                 | 3                  | —                  | —                  | —                  | —                  | Melt                     |
| 2004 | "I Melt"                    | 34                 | 2                  | —                  | —                  | —                  | —                  | Melt                     |
| 2004 | "Mayberry"                  | 21                 | 1                  | —                  | —                  | —                  | —                  | Melt                     |
| 2004 | "Feels Like Today"          | 56                 | 9                  | —                  | —                  | 10                 | —                  | Feels Like Today         |
| 2005 | "Bless the Broken Road"     | 29                 | 1                  | 40                 | —                  | 1                  | —                  | Feels Like Today         |
| 2005 | "Oklahoma-Texas Line"       | —                  | 53                 | —                  | —                  | —                  | —                  | Feels Like Today         |
| 2005 | "Fast Cars and Freedom"     | 38                 | 1                  | 70                 | —                  | 2                  | —                  | Feels Like Today         |
| 2005 | "Skin (Sarabeth)"           | 42                 | 2                  | 74                 | —                  | 2                  | —                  | Feels Like Today         |
| 2005 | "Here's To You"             | —                  | 48                 | —                  | —                  | —                  | —                  | Feels Like Today         |
| 2006 | "What Hurts the Most"       | 6                  | 1                  | 11                 | 45                 | 1                  | 103                | Me and My Gang           |
| 2006 | "Pieces" B                  | —                  | 57                 | —                  | —                  | —                  | —                  | Me and My Gang           |
| 2006 | "Ellsworth" B               | —                  | 56                 | —                  | —                  | —                  | —                  | Me and My Gang           |
| 2006 | "Backwards" B               | —                  | 54                 | —                  | —                  | —                  | —                  | Me and My Gang           |
| 2006 | "Me and My Gang" A          | 50                 | 6                  | 71                 | —                  | 12                 | —                  | Me and My Gang           |
| 2006 | "Life Is a Highway" A       | 7                  | 19                 | 9                  | —                  | 9                  | —                  | Cars Soundtrack          |
| 2006 | "My Wish"                   | 28                 | 1                  | 49                 | —                  | 1                  | —                  | Me and My Gang           |
| 2007 | "Stand"                     | 46                 | 1                  | 80                 | 54                 | 3                  | —                  | Me and My Gang           |
| 2007 | "Take Me There"             | 19                 | 1                  | 33                 | 49                 | 3                  | —                  | Still Feels Good         |
| 2007 | "Revolution" B              | 57                 | —                  | —                  | —                  | —                  | —                  | Evan Almighty Soundtrack |
| 2007 | "Still Feels Good" B        | 56                 | —                  | —                  | —                  | —                  | —                  | Still Feels Good         |
| 2007 | "Winner At A Losing Game"   | 52                 | 2                  | —                  | 57                 | 2                  | —                  | Still Feels Good         |
| 2008 | "Every Day" A               | 45                 | 2                  | 85                 | 65                 | 5                  | —                  | Still Feels Good         |
| 2008 | "Bob That Head" A           | —                  | 28                 | —                  | —                  | —                  | —                  | Still Feels Good         |

- A Aktualnie na listach przebojów.
- B Niewydane w postaci singla, uwzględnione na listach z powodu bardzo wysokiego airplay'u w stacjach radiowych.

## Nagrody
- 2002 – ACM w kategorii Song of the Year za I'm Movin' On
- 2003 – CMT w kategorii Flameworthy Video Music Award for Group/Duo of the Year
- 2003 – CMA w kategorii Vocal Group of the Year
- 2003 – ACM w kategorii Top Vocal Group
- 2003 – ACM w kategorii Song of the Year
- 2004 – CMT w kategorii Flameworthy Music Video Award for Group/Duo of the Year
- 2004 – CMA w kategorii Vocal Group of the Year
- 2005 – CMA w kategorii Vocal Group of the Year
- 2005 – ACM w kategorii Top Vocal Group
- 2006 – Grammy w kategorii Best Country Song za "Bless The Broken Road" razem z Carrie Underwood
- 2006 – CMT w kategorii Flameworthy Video Music Award for Group/Duo of the Year
- 2006 – ACM w kategorii Top Vocal Group